# Red Ball Express

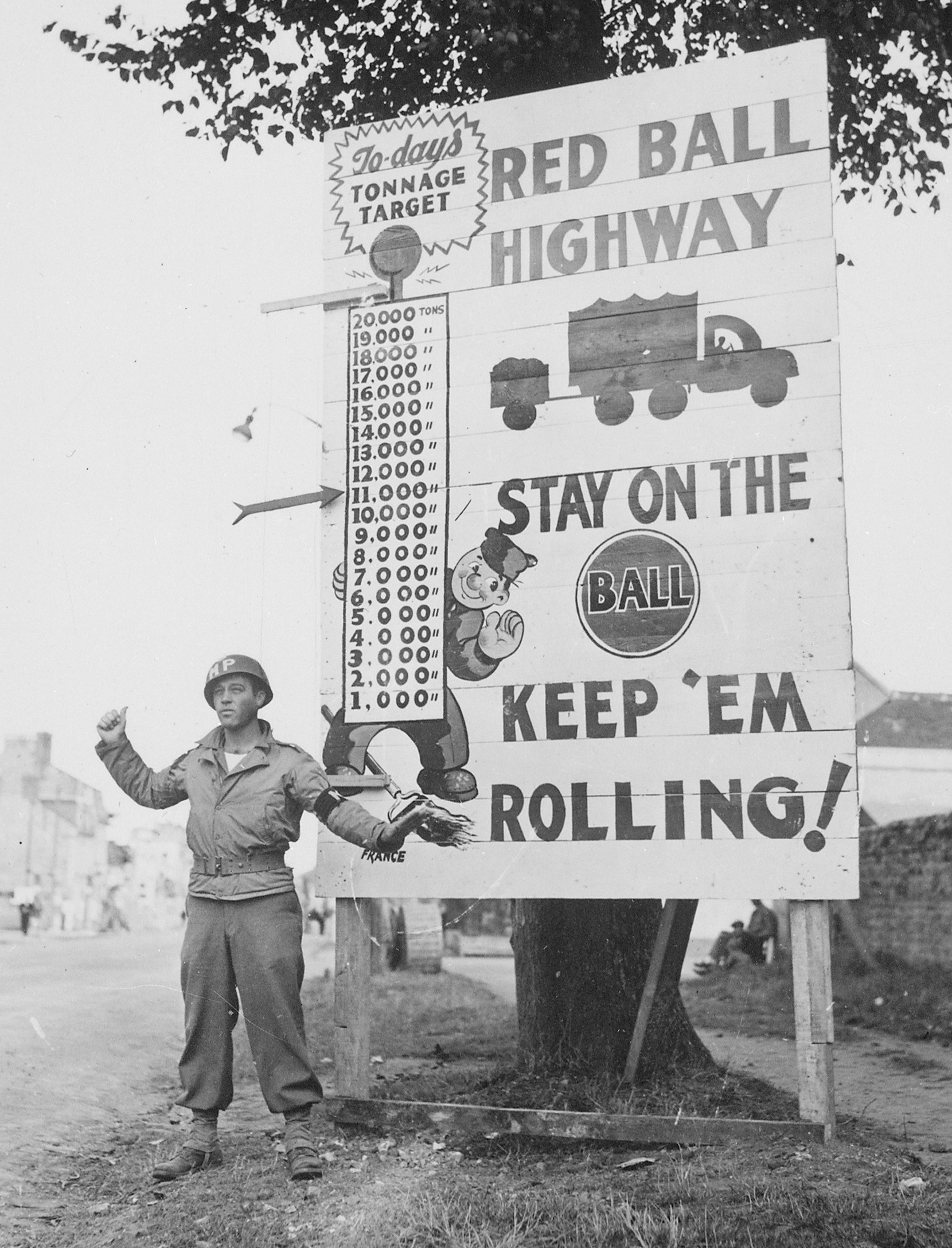
Cartel en la ruta Red Ball.

El Red Ball Express fue un complejo sistema logístico a base de convoyes de camiones creado por los Aliados para abastecer a las tropas que avanzaban rápidamente por Europa tras el Día-D.
Para agilizar los transportes, los camiones empleados iban señalizados en su parte delantera con bolas rojas y circulaban por rutas cerradas al tráfico civil. También tenían prioridad en las rutas de uso militar.
El sistema se creó en una reunión urgente que llegó a durar 36 horas y comenzó a operar el 25 de agosto de 1944 con soldados principalmente negros. En su apogeo el Red Ball Express llegó a utilizar 5.958 vehículos y transportó cerca de 12 500 toneladas de suministros al día.
Sólo duró tres meses, del 25 de agosto al 16 de noviembre de 1944. Este día, las instalaciones portuarias de Amberes, en Bélgica estaban ya listas para su uso, y además se habían reparado algunas líneas ferroviarias francesas y tendido varios oleoductos portátiles.
El término Red Ball se refiere a todos los convoyes logísticos de la guerra en Europa por parte de historiadores y veteranos.

## Historia
El uso del nombre Red Ball para describir un servicio de transporte rápido se data al menos desde finales del siglo XIX. Alrededor de 1892, el ferrocarril de Santa Fe comenzó a usarlo para referirse al transporte de mercancías preferentes y productos perecederos. Este tipo de trenes y las vías autorizadas para su uso fueron señalizados con bolas rojas. El término creció en popularidad y fue ampliamente utilizado durante la década de 1920.
La necesidad de dicho servicio de transporte prioritario en Europa durante la Segunda Guerra Mundial surgió tras el éxito de la invasión aliada en Normandía en junio de 1944. Con el fin de entorpecer la capacidad del ejército alemán para mover fuerzas y traer refuerzos en un contraataque, los Aliados habían bombardeado antes de la invasión el sistema ferroviario francés, dejándolo en ruinas en las semanas previas al Día D del desembarco. Esto dejaba al camión como único medio para enviar suministros al frente.
Después de la ruptura aliada y la carrera hacia el río Sena, cerca de 28 divisiones aliadas en el frente necesitaban reabastecimiento constante. Durante las operaciones ofensivas, cada división consumía alrededor de 750 toneladas diarias de suministros, alrededor de 21 000 toneladas mensuales en total. La única manera de entregarlos era por camión. Esto dio origen al Red Ball Express, que en su apogeo llegó a utilizar 5.958 vehículos y transportó cerca de 12 500 toneladas de suministros al día.
Al mando de esta gigantesca operación se encontraba el coronel Loren Albert Ayers, conocido como "Pequeño Patton". Estaba a cargo de reclutar dos conductores por vehículo, obtener equipo especializado y formar a personal del batallón portuario como controladores de los largos viajes. También soldados aptos de otras unidades pero cuyas funciones no eran críticas fueron convertidos en conductores. Casi el 70 % de los conductores eran afroamericanos.

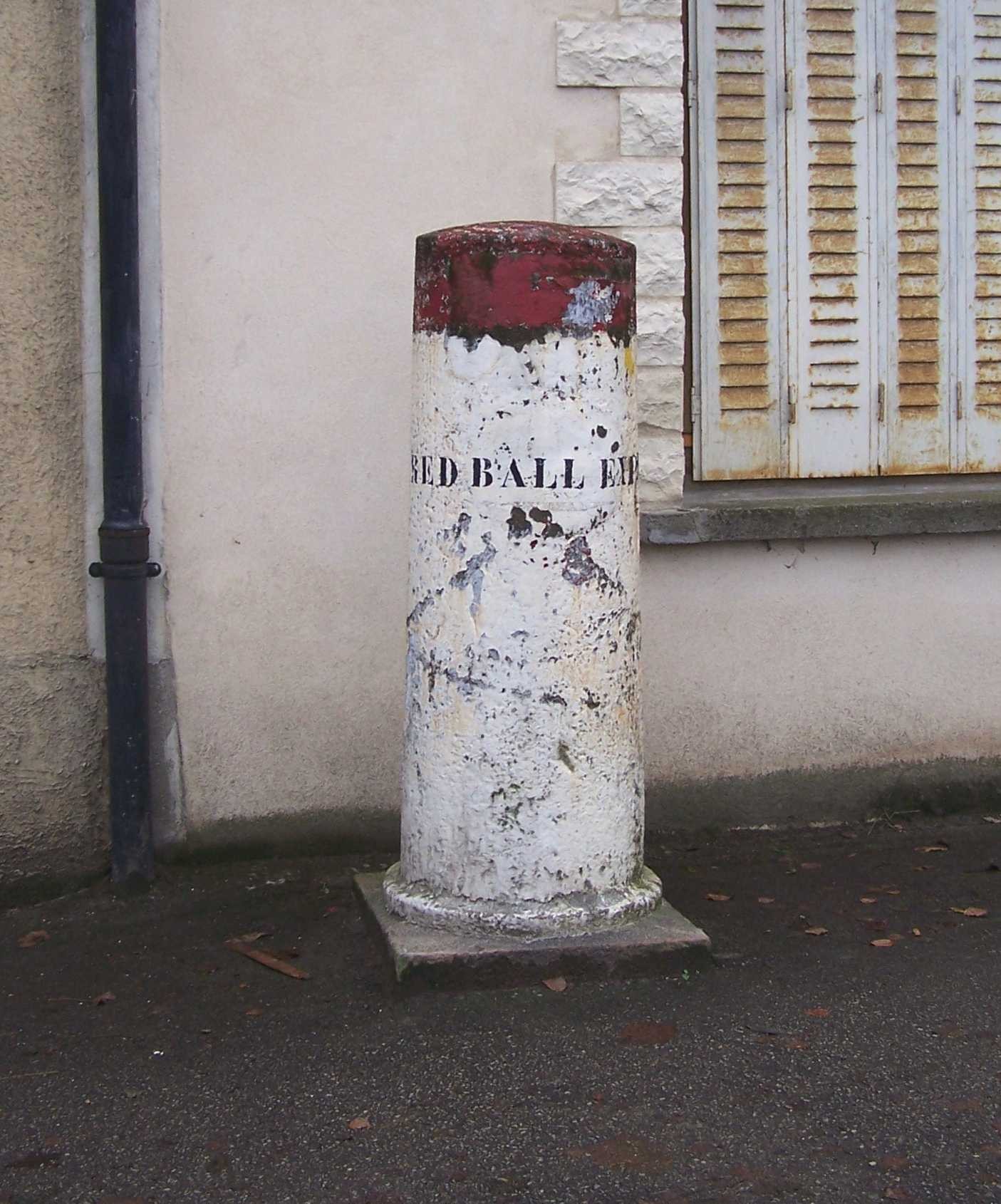
Placa conmemorativa en La Queue-lez-Yvelines.

Para que las mercancías fluyeran sin retraso, se abrieron dos rutas desde Cherburgo hasta el centro logístico avanzado en Chartres. Se utilizaba la ruta del norte para llevar los suministros al frente, y la del sur para retornar los camiones descargados. Estas carreteras estaban cerradas al tráfico civil.
Sólo se permitían convoyes de cinco camiones como mínimo. Los convoyes iban escoltados por sendos jeeps, delante y detrás. En realidad no era raro que los camiones salieran de Cherburgo individualmente, tan pronto como eran cargados. También era corriente desactivar los limitadores de velocidad para poder viajar a más de 90 km/h (56 millas/hora).
Estos convoyes eran un objetivo preferente de la Luftwaffe. No obstante, para 1944, su fuerza era ya tan reducida que era raro ver aviones alemanes atacando a los camiones. Los mayores problemas a que se enfrentaban era el mantenimiento, encontrar suficientes conductores y la falta de sueño debida a unas jornadas agotadoras.

## En la cultura popular
- Algunas compañías de transporte adoptaron el nombre de "Red Ball", Bola roja. En 1940, el general George Patton contrató a la empresa de transporte de Texas "Red Ball Express" para abastecer a las maniobras de Louisiana.[cita requerida]
- Este acontecimiento de la Segunda Guerra Mundial fue el tema de una película llamada Red Ball Express en 1952. CBS más tarde creó una serie de televisión llamada Roll Out, que se basa libremente en la película.

- Datos: Q1067470
- Multimedia: Red Ball Express / Q1067470